# Leon Niederberger
Leonhard „Leon“ Niederberger (* 31. Januar 1996 in Düsseldorf) ist ein deutscher Eishockeyspieler und Musiker, der seit Juli 2025 erneut bei der Düsseldorfer EG aus der DEL2 unter Vertrag steht und dort auf der Position des linken Flügelstürmers spielt. Sein Vater Andreas und sein Bruder Mathias waren bzw. sind ebenfalls Eishockeyspieler; mit seinem Bruder spielte er einige Jahre bei der DEG in der Deutschen Eishockey Liga (DEL) zusammen.

## Karriere

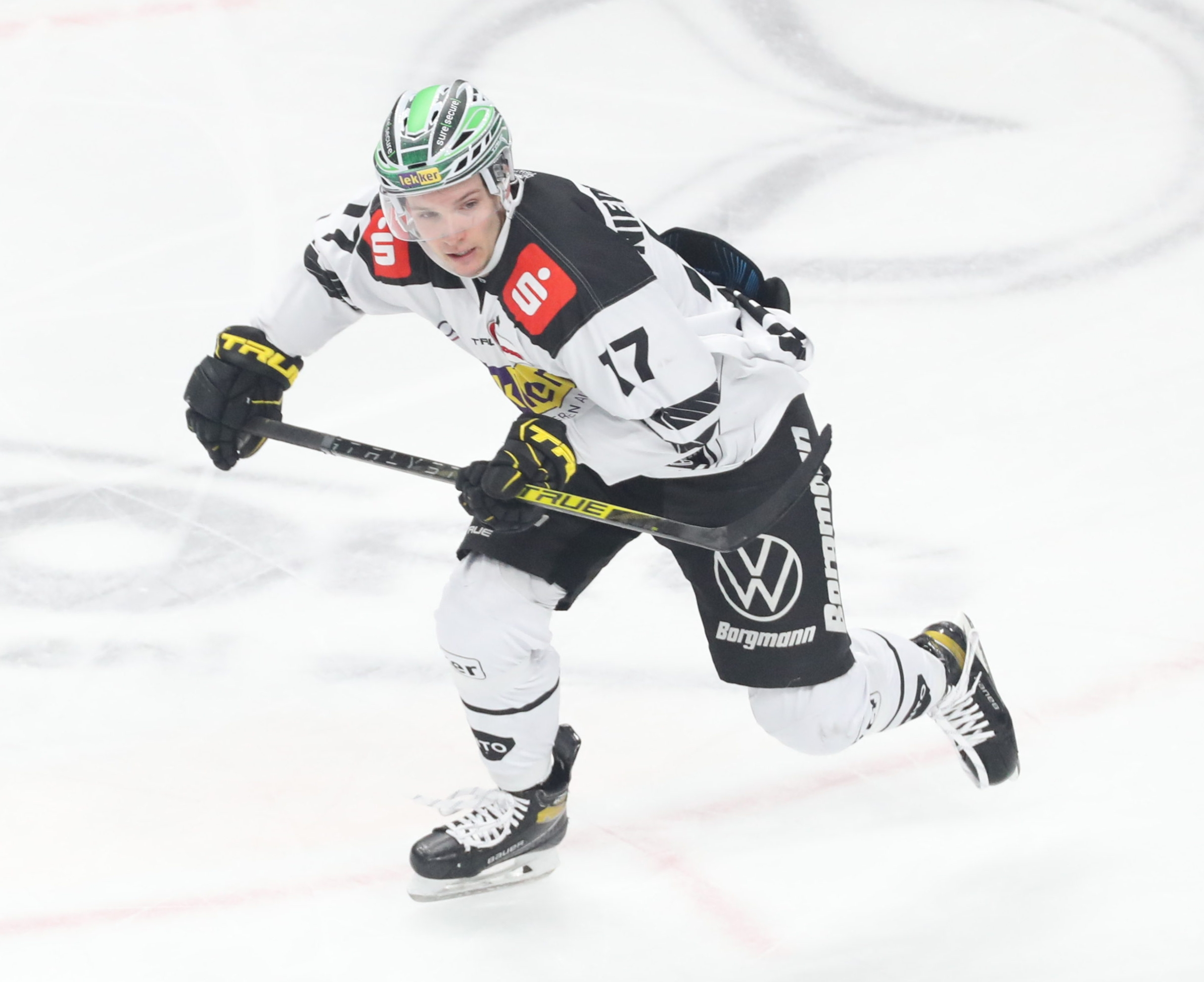
Niederberger im Trikot der Krefeld Pinguine (2022)

### Eishockey
Niederberger verbrachte seine Zeit als Nachwuchsspieler bei der Düsseldorfer EG. Im Sommer 2013 wechselte er zu den Füchsen Duisburg, für die er in der Oberliga West, der dritthöchsten deutschen Spielklasse, zum Einsatz kam. Nebenbei stand er im Nachwuchs der Kölner Haie im Einsatz, ehe nach zwei Jahren im Sommer 2015 die Rückkehr zur Düsseldorfer EG folgte, für den er in der Saison 2015/16 seine ersten Einsätze in der Deutschen Eishockey Liga (DEL) absolvierte. Parallel kam er aber hauptsächlich in der DEL2 für den EC Bad Nauheim sowie in der Oberliga Nord für die Moskitos Essen zum Einsatz. Im weiteren Verlauf seiner Karriere schaffte er aber den Sprung zum DEL-Stammspieler und schloss die Spielzeiten 2018/19 und 2019/20 als Tabellensechster bzw. -fünfter mit der DEG ab. Insgesamt absolvierte Niederberger 119 DEL-Spiele für seinen Heimatklub und sammelte dabei 26 Scorerpunkte, darunter zwölf Tore.
Am 24. Juni 2020 wurde bekannt gegeben, dass Niederberger zum rheinischen Rivalen Krefeld Pinguine wechseln wird. Mit den Pinguinen stieg er nach der Saison 2021/22 in die DEL2 ab. Er blieb dem Klub aber bis zum Frühjahr 2025 treu. Erst als sein Heimatverein Düsseldorf in die DEL2 abgestiegen war, kehrte er an seine alte Wirkungsstätte zurück.

#### International
Nachdem Niederberger zwischen 2011 und 2016 für die Juniorennationalmannschaften des Deutschen Eishockey-Bundes an Lehrgängen teilgenommen hatte, feierte er im Rahmen des Deutschland Cup 2018 sein Debüt in der deutschen A-Nationalmannschaft. Weitere Einsätze absolvierte er in der Saison 2019/20. Zu einer Nominierung für ein großes internationales Turnier kam es aber – ebenso wie im Juniorenbereich – nicht.

### Musik
Abseits seiner Profikarriere als Eishockeyspieler veröffentlichte Niederberger im Jahr 2018 seine Debüt-Single „What I’m missing“. Seine zweite Single „More Than a Memory“ schaffte es im April 2019 am Tag der Veröffentlichung auf Platz 17 der iTunes-Charts.

#### Diskografie
Singles
- 2018: What I’m Missing (mit Björn Olson)
- 2019: More Than a Memory

## Karrierestatistik
Stand: Ende der Saison 2024/25
(Legende zur Spielerstatistik: Sp oder GP = absolvierte Spiele; T oder G = erzielte Tore; V oder A = erzielte Assists; Pkt oder Pts = erzielte Scorerpunkte; SM oder PIM = erhaltene Strafminuten; +/− = Plus/Minus-Bilanz; PP = erzielte Überzahltore; SH = erzielte Unterzahltore; GW = erzielte Siegtore; 1 Play-downs/Relegation; Kursiv: Statistik nicht vollständig)